# Х'єрагболтен

### Kjerag (Щ'ьераг)
Щ'ьераг (норв. Kjerag) — скельне плато в Норвегії, розташоване над Люсьефьордом на висоті понад 1000 метрів. Воно є частиною гірського масиву Люсьефьорда і відоме своїми крутими скелями та панорамними видами на фіорди і навколишні гори.
Однією з головних природних визначних пам’яток плато є Kjeragbolten — також «Камінь-горошина» (норв. Kjeragbolten), великий камінь, Камінь застряг над ущелиною, глибина якої близько 984 метри. Камінь має округлу форму, нагадує «сплячу голову», і об’єм приблизно 5 кубічних метрів. Kjeragbolten утворився в результаті льодовикової ерозії під час останнього льодовикового періоду, коли рухаючіся льодовики відколювали великі гірські блоки та залишали їх затиснутими у тріщинах скель.
Маршрут до плато починається від парковки і проходить через гори, обминаючи водоспади, круті підйоми та спуски. На ділянках поблизу обривів встановлені страхувальні перила. Загальна тривалість прогулянки в обидва боки становить приблизно 4–6 годин.
Kjerag та Kjeragbolten приваблюють туристів і фотографів з усього світу. Туристи можуть встати на камінь і зробити фотографії на фоні величних фіордів, що стало популярним серед блогерів і соцмереж.
Плато також відоме як місце для B.A.S.E. стрибків, де спортсменів приваблює висота і безодня фіорду.

## Геологія
Плато Kjerag сформоване з гнейсу та граніту, стійких до ерозії порід. Тріщини та ущелини, де затиснутий Kjeragbolten, утворилися під впливом руху льодовиків і температурних коливань, що сприяли розколюванню гірських масивів.